# ジャック・エンディノ
ジャック・エンディノ（Jack Endino、1964年 - ）はアメリカ合衆国の音楽プロデューサー
、ミュージシャン。シアトル界隈を中心に活動する。

## 人物
1985年にグランジバンド、スキン・ヤードのギタリストとしてデビューし活動。1986年にはグランジのコンピレーション・アルバム『ディープ・シックス』に2曲提供した。同年にニルヴァーナやサウンドガーデンなどのグランジ・バンドが使用したレコーディング・スタジオであるレシプロカル・レコーディングを設立したが、1991年に閉鎖。スキン・ヤードも翌年に解散したが、その後もオルタナ／アンダーグラウンド系のアーティストを中心にプロデュースやエンジニアリングを行い、自身もソロ活動を行っている。他にもKandi CodedやSlippageといったバンドのメンバーとして活動中。

## ソロ作品
- Angle of Attack （1989年）
- Endino's Earthworm （1993年）
- Permanent Fatal Error （2003年）
- Rumble EP（2013年）